# Benzin Im Blut
Benzin Im Blut è un album rarità del gruppo inglese Status Quo, uscito nel 1999.

## Tracce

### Tracce disco
1. Driving To Glory - 3:42 - (Parfitt/John 'Rhino' Edwards)
2. Fighting With The Pack - 4:31 - (Rossi/Parfitt/Frost)
3. I Knew the Bride - 3:26 - (Nick Lowe)
4. Sea Cruise - 3:14 - (Huey Smith)
5. Whataver You Want Remix by Das Ministerium - 4:34 - (Parfitt/Andy Bown)
6. Don't Drive My Car Remix by Das Ministerium - 3:29 - (Parfitt/Andy Bown)
7. Pictures of Matchstick Men Remiy by Julian Feifel - 4:40 - (Rossi)
8. Mystery Song Remix by Frankie Chinasky - 4:30 - (Parfitt/Bob Young)
9. I (Motherbone) - 3.48 - (Ronnie Van Lankeren/Curt Cress/Chriss Weller)
10. Someone (Motherbone) - 3:51 - (Sven Schumacher/Stefan Schrupp)
11. Blood On Dance Floor (Motherbone) - 3:59 - (Chris Weller/Peter Weihe/Curt Cress/Claudia Kaisler)
12. Still In Love (Peter Risavy) - 3:37 - (Jörg Jesse/Curt Cress/Peter Bischof-Fallenstein)

## Formazione
- Francis Rossi (chitarra solista, voce)
- Rick Parfitt (chitarra ritmica, voce)
- Andy Bown (tastiere, chitarra, armonica, cori)
- John 'Rhino' Edwards (basso, voce)
- Matt Letley (percussioni)